# Slingerland Drum Company
La Slingerland Drum Company è una ditta statunitense di strumenti a percussione, in passato un marchio illustre nel jazz. Ha la sede principale a Conway (Arkansas) ed è stata fino a ottobre del 2019 una divisione della Gibson.
Nel novembre 2019 è stata acquisita dalla DWdrums.

## Storia
La Slingerland fu fondata da Henry Heanon Slingerland nel 1912 ed iniziò la propria attività fabbricando ukulele e banjo. Nel 1928, l'azienda si spostò verso il mercato delle percussioni. La Slingerland divenne, in questo periodo, un nome altisonante nel jazz e fornì batteristi prestigiosi come Gene Krupa e Buddy Rich (quest'ultimo fu il primo endorser dell'azienda nel 1936).
Durante la seconda guerra mondiale, il governo degli Stati Uniti pose dei limiti per quanto riguarda l'impiego di metalli come ottone e acciaio su materie non essenziali. Così la Slingerland, come molte altre aziende musicali statunitensi, poté usare, al massimo, il 10% di parti metalliche nei suoi prodotti ed i cerchi dei tamburi vennero fatti con materiali come noce e palissandro.
La Slingerland nel 1955 acquistò la "Leedy Drum Company" dalla ditta "Conn" che già dal 1929 era proprietaria sia della "Ludwig Drum Company" che della "Leedy".
Il marchio mantenne un'ottima reputazione anche tra gli anni sessanta e settanta, avendo tra le sue file noti batteristi come Neil Peart (Rush), Danny Seraphine (Chicago), Carmine Appice (Vanilla Fudge), Nigel Olsson (Elton John), Neal Smith (Alice Cooper), Franz Di Cioccio, Clive Bunker (Jethro Tull), Barriemore Barlow (Jethro Tull), Johannes Dorschfeldt (J. True Tale-Tau), Keith Moon (Who), Micky Dolenz (Monkees) Jake Hanna, Dave Bailey, Peter Erskine, Joe Cusatis, Bobby Rosengarden, Irv Cottler, Barrett Deems, Rufus Jones, Louie Bellson, Oliver Jackson, Butch Miles, Sonny Igoe.

Sul finire degli anni settanta, a seguito della morte di Naomi e Buddy Slingerland (moglie e figlio di Henry Heanon), la ditta conobbe un periodo di forte declino, causato anche dall'avvento di aziende più competitive (soprattutto quelle giapponesi) ed il suo marchio venne acquisito da numerose ditte (come Baldwin e Gretsch). Nel 1994, la Gibson acquistò la Slingerland dalla Gretsch e ha continuato a fabbricare percussioni sotto questo marchio fino al 2003.

## RADIO KING
La linea di tamburi "Radio King" venne introdotta nel 1936 e rimase fino al 1957 come prodotto di punta della Slingerland, nel 1960 venne reintrodotta fino al 1962 e aveva come famosi endorsers Gene Krupa e Buddy Rich.
I primi modelli di rullante avevano il nome inciso sul cerchio superiore, i blocchetti di metallo dove venivano  inserite le viti per tendere le pelli erano le "Streamlined", nel catalogo Slingerland del 1936 il rullante  The Gene Krupa Model "Radio King" aveva 8 blocchetti e 16 chiavi era configurato con misure 6 1/2 x 14 e aveva i cerchi a doppia flangia.
I rullanti Radio King vengono collezionati ossessivamente dai batteristi e dai cultori del "vintage-drums" e
erano in sostanza i vecchi "Broadcaster" del 1935,  ma la Gretsch utilizzava il nome "Broadcaster" già dal 1928, quindi una sentenza del tribunale per violazione di brevetto convinse la Slingerland a bloccare la produzione dei "Broadcaster" e cambiare il nome in "Radio King".
Sempre provvisto di sordina interna, il "Radio King" si distingueva dagli altri rullanti in commercio, per la sua costruzione: anziché avere diversi strati di legno come la maggior parte dei tamburi dell'epoca,  è creato da un singolo pezzo di acero piegato a vapore, con solidi anelli di rinforzo sempre in acero, che aiutano a mantenere il tamburo rotondo sotto la pressione dei cerchi di metallo ad esso collegato.
Nei primi modelli la macchinetta tendicordiera era la "#967 Strainer" il cui vero nome era "Speedy Sure Hold Snare Strainer" conosciuta come "Three point Strainer", (perché era avvitata con tre viti sul legno del rullante e costruita già dal 1926 dalla "Liberty Musical Instrument Company" e utilizzata con diverse modifiche fino al 1980),  poi nel 1940 la macchinetta tendicordiera fu sostituita con la "Super Strainer"  (denominata "Clamshell" per la somiglianza artistica a una conchiglia marina)   e in seguito, sostituita ancora dalla   "Radio King strainer"  e dalla   "Rapid strainer", quindi solo dal 1963 comparve sui rullanti della serie "Artist" la nuova "Zoomatic Strainer" .
Dal 1955 al 1962 il rullante Radio King è stato messo in produzione  chiamandolo  semplicemente Super Gene Krupa snare drum, i cui cerchi saver sticks erano garantiti a vita e il nome Radio King venne abbandonato.
Tutte queste caratteristiche ne fanno uno strumento dal suono brillante e corposo quindi sensibile alle diverse dinamiche, mentre le grancasse e i toms sempre della linea Radio King sono costruiti con tre strati di mogano -pioppo- mogano rinforzati anch'essi con anelli in acero e hanno il suono a rapido decadimento.